# Franz Keller (psycholoog)
Franz Keller (19 mei 1913 – 12 september 1991) was een Zwitsers psycholoog, redacteur en katholiek-socialist burgerrechten activist. Keller studeerde psychologie; in 1938 kreeg hij zijn PhD aan de Universiteit van Bern. Hij is vooral bekend als schrijver van de (wetenschappelijke) artikelen (Profil en Vorwärts) en de werken Vom seelischen Gleichgewicht (1945) en Frei werden von Hemmungen (1954). Zijn nalatenschap bevindt zich in het Sozialarchiv van Zürich.